# Valdas Ivanauskas
Valdas Ivanauskas (Kaunas, Unión Soviética, 31 de julio de 1966) es un exfutbolista y entrenador lituano. Se desempeñaba como delantero y fue internacional con las selecciones de Unión Soviética y Lituania.

## Clubes

### Jugador
| Club                 | País            | Año       | Partidos | Goles |
| FK Žalgiris Vilnius  | Unión Soviética | 1984      | 12       | 1     |
| PFC CSKA Moscú       | Unión Soviética | 1985-1986 | 32       | 2     |
| FK Žalgiris Vilnius  | Unión Soviética | 1986-1989 | 83       | 19    |
| FC Lokomotiv Moscú   | Unión Soviética | 1990      | 16       | 7     |
| Austria Viena        | Austria         | 1990-1993 | 78       | 28    |
| Hamburgo SV          | Alemania        | 1993-1997 | 91       | 13    |
| SV Austria Salzburgo | Austria         | 1997-1999 | 35       | 7     |
| SV Wilhelmshaven     | Alemania        | 1999-2001 | 50       | 16    |
| BV Cloppenburg       | Alemania        | 2001-2002 | ¿?       | ¿?    |

### Entrenador
| Club                         | País       | Año       |
| ---------------------------- | ---------- | --------- |
| FBK Kaunas                   | Lituania   | 2004-2005 |
| Hearts FC                    | Escocia    | 2006-2007 |
| FC Carl Zeiss Jena           | Alemania   | 2007-2008 |
| Selección de Lituania Sub-18 | Lituania   | 2008      |
| FK Banga Gargždai            | Lituania   | 2008-2009 |
| Selección de Lituania Sub-21 | Lituania   | 2009      |
| FK Standard Sumgayit         | Azerbaiyán | 2009      |
| FK Šiauliai                  | Lituania   | 2010      |

- Datos: Q155484
- Multimedia: Valdas Ivanauskas / Q155484